# Mira Wanting
Mira Herfort Wanting (født 19. april 1978, død 22. december 2012) var en dansk skuespillerinde, som fik sit gennembrud i TV3's serie Hvide løgne i 1998 og i rollen som Gitte i Anja og Viktor-filmene. Wanting døde den 22. december 2012 som følge af livmoderhalskræft, kun 34 år gammel.

## Baggrund
Mira Wanting var autodidakt skuespiller, og i 2008 blev hun færdiguddannet som advokatsekretær. Wanting fik to døtre, Alberte (1999) og Filippa (2010), med to forskellige mænd. Hun var bosiddende på Frederiksberg indtil sin død. Wanting var i årene 1999-2008 kærester med skuespillerkollegaen Robert Hansen, som hun mødte under indspilningerne til Kærlighed ved første hik. De havde et turbulent og lidenskabeligt forhold, der sommetider eskalerede: i sommeren 2003 under en bytur forøvede han vold mod hende og i foråret 2005 forøvede han hærværk i hendes lejlighed i Sølvgade i det indre København. Wanting blev gravid med Robert Hansen, men i marts måned 2008 tabte hun det ufødte barn, og senere samme år gik parret fra hinanden.
Wanting mødte efter bruddet med Robert Hansen en ny mand, som offentligheden kun har kendt som Jesper Bork. Sammen fik de datteren Filippa den 9. april 2010, men forholdet til Jesper Bork holdt ikke, og i 2011 gik de fra hinanden.
I 2008 var Mira Wanting blandt andet en af Kræftens Bekæmpelses ambassadører for brystkræft.

## Karriere
Mira Wanting gjorde sig første gang bemærket i Charlotte Sachs Bostrups livlige novellefilm Fridas første gang i 1996, hvor hun spillede teenageren Frida, som tager i byen med sin veninde Mona for, at de begge kan finde deres første fyr at dyrke sex med. Hun havde en større birolle som Julie i Niels Gråbøls komedie Det store flip i 1997, som omhandlede 1970'ernes København med kollektiv, sex og hashrygning. Men hun fik sit egentlige gennembrud i 1998 i TV3's dramaserie Hvide løgne i rollen som Anette Madsen. Kulturanmelder Bo Tao Michaëlis fra Politiken skrev i november 1998, at "den taltenfulde Mira Wanting lyser op med sit kloge spil som seriens både lede og dumme blondine." Wanting fortsatte karrieren i Peter Bays ungdomsfilm Surferne kommer i 1998, hvor hun spillede den vestjyske pige Anne, som er flyttet fra København til Klitmøller med sin familie. Hun flirter med en tysk surfer og  de falder i unåde hos det lokale slæng.
Hendes mest kendte og største rolle var som Gitte i Kærlighed ved første hik i 1999, hvor hun spillede Anjas (Sofie Lassen-Kahlke) bedste veninde. Filmen blev en stor succes og solgte over 520.000 biografbilletter. Hun havde en mindre rolle i Kaspar Rostrups dramafilm Her i nærheden i 2000. Wanting genoptog rollen som Gitte i fortsættelsen Anja og Viktor - Kærlighed ved første hik 2 i 2001, hvor hun sammen med Anja flytter i lejlighed på Nørrebro. Filmanmelderne roste hende for hendes "slagfærdige replikker" og for at have "en cool manér" i filmen. Anja og Viktor blev ligeledes også en stor filmsucces og overgik Kærlighed ved første hik i forbindelse med biografsalget – 570.000 solgte biografbilletter. Hun medvirkede også i den tredje Anja efter Viktor i 2003 og havde en stor rolle i Oliver Ussings komedie Regel nr. 1 samme år.
Wanting havde en mindre rolle som den promiskuøse Stine i Tomas Villum Jensens komedie Solkongen i 2005. Hun medvirkede også i den fjerde Anja og Viktor - Brændende kærlighed i 2007 og i thrilleren Kollegiet samme år.
Ligeledes har hun medvirket i en række tv-seriere, blandt andet TAXA, Hotellet, Plan B, Maj & Charlie og i underholdningsprogrammet Fangerne på Fortet på TV3.
Wanting spillede Dions (Mick Øgendahl) kone i Rasmus Heides komediefilm Blå Mænd i 2008 og hun medvirkede også i den femte Anja og Viktor - i medgang og modgang samme år. Hendes sidste to roller var i filmene Karla og Jonas i 2010 og en mindre rolle i Klassefesten i 2011.

## Død
Den 11. december 2012 udsendte Mira Wanting gennem sin agent Lene Seested en kortfattet pressemeddelelse, hvori det meddeltes, at hun gennem et år havde været alvorligt syg af livmoderhalskræft. I den kortfattede pressemeddelelse stod der: "Vi må desværre meddele, at skuespiller Mira Wanting er alvorligt syg af kræft. På vegne af Mira og hendes familie, og efter Miras ønske, beder vi i denne tid om forståelse og ro." Wanting tilbragte de sidste par uger af sit liv på et hospice, og hun døde som følge af kræften den 22. december 2012. Mira Wanting bisattes den 28. december 2012 fra Søndre Kapel ved Grundtvigs Kirke på Bispebjerg og blev kremeret. Mira Wanting ligger begravet på Garnisons Kirkegård i København.
Hyldester og anerkendelser strømmede ind på sociale medier fra venner og samarbejdspartnere såsom Dan Rachlin, Ibi Støving, Mascha Vang, Adam Brix Schächter, Christiane Schaumburg-Müller, Ida Auken, Christian Geo Heltboe, Charlotte Sachs Bostrup, Jason Watt, Kira Eggers, David Owe, Marie Askehave, Tomas Villum Jensen, Jimmy Bøjgaard, Martin Geertsen, Saseline Sørensen, Julie Ølgaard, Laura Drasbæk, Joachim Knop, Sofie Lassen-Kahlke og Robert Hansen Den 25. december 2012 oprettedes en Facebook-gruppe mindeside, "RIP Mira Wanting", som på tre dage fik over 80.000 medlemmer.

## Filmografi

### Film
| År   | Film                                        | Rolle                       | Andre noter                    |
| ---- | ------------------------------------------- | --------------------------- | ------------------------------ |
| 1988 | Næste sommer måske - ingen vej tilbage      | Line                        | TV film                        |
| 1991 | Superdame                                   | Datter                      | Danske Spil tv-produktion      |
| 1996 | Fridas første gang                          | Frida                       | Novellefilm                    |
| 1997 | Det store flip                              | Julie, Christoffers kæreste | Birolle                        |
| 1998 | Surferne kommer                             | Anne                        | Ungdomsfilm                    |
| 1999 | Kærlighed ved første hik                    | Gitte                       |                                |
| 1999 | Din for altid                               | Mette                       | 39 minutter kortfilm           |
| 2000 | Her i nærheden                              | Pige i skoven               | Mindre rolle                   |
| 2001 | Anja og Viktor - Kærlighed ved første hik 2 | Gitte                       |                                |
| 2002 | Perker                                      | Sanne                       |                                |
| 2002 | L'Auberge espagnole                         | Mira                        | Fransk film                    |
| 2002 | John og Mia                                 | Mia                         | 25 minutter lang kortfilm      |
| 2003 | Anja efter Viktor                           | Gitte                       |                                |
| 2003 | Regel nr. 1                                 | Sarah                       |                                |
| 2005 | Solkongen                                   | Stine                       | Mindre rolle                   |
| 2005 | Sommerfuglekvinden                          | Young Elisabeth             | 30 minutter lang kortfilm      |
| 2007 | Anja og Viktor - Brændende kærlighed        | Gitte                       |                                |
| 2007 | Kollegiet                                   | Lena                        |                                |
| 2008 | Blå mænd                                    | Dion's kone                 |                                |
| 2008 | Anja og Viktor - i medgang og modgang       | Gitte                       |                                |
| 2009 | Julefrokosten                               | Amanda                      |                                |
| 2010 | Karla og Jonas                              | Nanna - Jonas' mor          |                                |
| 2011 | Klassefesten                                | Simone                      | Mira Wantings sidste filmrolle |

### TV-serier
| Serie         | År                 | Rolle                        |
| ------------- | ------------------ | ---------------------------- |
| Hvide løgne   | 1998-2001          | Anette Madsen                |
| TAXA          | 1999 (afsnit 54)   | Kunde                        |
| Hotellet      | 2002 (afsnit 53)   | Kira                         |
| Plan B        | 2002 (afsnit 2, 6) | Tina, Kim's kæreste          |
| Øen           | 2007               | Helene                       |
| Maj & Charlie | 2008               | Laura - Majs barndomsveninde |